# تحت المياه الخضراء
تحت المياه الخضراء هي قصة واقعية من 610 صفحات، من سلسلة «طريق النحل» لرامي علّيق صدرت عن «منشورات طريق النحل»، صدرت طبعتها الأولى في تشرين الثاني 2012، وهي «مهداة لكلّ مكافح من أجل الحرية». يتحدث الكتاب عن قصة واقعية في قالب أدبي قصصي جرت أحداثها في العام 2008 – مع ما سبقها من وقائع ذات صلة. هي تكملة لقصة «طريق النحل»: تداعيات الرواية، وقعها على المؤلف، تأثيرها في الناس.

## موضوع الكتاب
الكتاب عبارة عن قصة حقيقية تستند أحداثها والمعلومات الواردة فيها إلى المشاهدات الشخصية وما سواها من طرق الإثبات، مع الإشارة إلى أن إعادة صياغة بعض أحداث الرواية تمّت بأسلوب أدبي مع الحفاظ على أقصى قدر ممكن من محاكاة الواقع، كما تمّ، لاعتبارات السلامة والخصوصية الفردية، تبديل بعض الأسماء والتفاصيل الشخصية درءا للأخطار المحتملة على أصحابها، دون أيّ تغيير للحقائق.
ويشير تقديم الكتاب إلى أنه يتضمن «قصة عمل تخريبي بارع، رواية من الترهيب، الطعن بالظهر، السياسة الخطرة، تأخذ بنا إلى أعماق الدوائر الغامضة في السياسة اللبنانية الفاسدة، وتتبع حياة المؤلف من نشره لـ»طريق النحل «إلى تأسيسه لـ» لبنان غدا«فمحاولاته الفاشلة في تشييد جسر عبر المشهد السياسي اللبناني». ويلفت إلى أنها أيضا قصة حب وخيانة وخوف وأمل وقلب مفطور، «مزاوجة ما بين سيرة ورواية قلما تجد كتابا واحدا يجسّدها بنجاح».

## سيرة أم رواية؟
يجمع كتاب تحت المياه الخضراء ما بين السيرة والرواية ويدخل إلى عمق وتفاصيل الأحداث، ويتخذ السرد في الرواية طابع الحميمية عند الغوص في التجربة الشخصية، ما يسلّحها بقوة جذب للقارئ حتى وإن كانت لديه أفكار مغايرة لأفكار المؤلف.

## الرواية
لرواية هي عبارة عن وقائع وأحداث حقيقية، اقتُبس منها اللمم فحسب، تجعل من الكتاب مرجعاً فريداً في ما يطرحه على المستويات السياسية والاجتماعية والدينية والقانونية والحياتية. تتمحور القصة حول ما تعرّض له الكاتب من عمليات ترهيب وتهويل وتشويه سمعة بشكل مدروس ومنظم من قبل رفاق السلاح القدامى قبيل وخلال وبعد إصداره لكتابه الأول، مما دفع به إلى مواجهة كل ذلك بواسطة قلمه عبر فتح «صندوق الأسرار» مع علمه بالثقل المفترض لكلماته في مواجهة الحروب العقائدية لأولئك الرفاق، كونه الشخص الأول والوحيد الذي كان قد خاض غمار التجربة الحزبية ليخرج منها ويكتب عنها بكل جرأة وصدق من منطلق انتمائه المستجد والمتفاني لوطنه. إن ما خطاه وخطّه الكاتب عبر إفصاحه عمّا جال في خاطره تجعله يسير على حد السيف في كتاباته التي لاقت أصداء حول العالم ولاسيما في باريس ونيويورك.

## مما تستعرضه الرواية
- تعقيدات وخبايا الواقع السياسي اللبناني المنقسم والمهترئ التي تقمع جيل الشباب وتغتال حس المواطنية لديه وتخنق روحه الطامحة للتغيير نحو الأفضل، مع التركيز على الأساليب المخابراتية المتبعة، وقعها على الناس، قدرتها في شل طاقاتهم.
- وصف مستفيض لدوائر القرار العليا داخل حزب الله (طبيعتها، امتداداتها، أبطالها)، وتوصيف لآلية اتخاذ القرارات المهمة (بما فيها القرارات الخطِرة) في ظل تضارب المصالح وموازين القوى داخل الحزب وما لذلك من امتدادات اقليمية عبر سوريا وإيران.
- نواحٍ مهمّة من الواقع الاجتماعي والسياسي والتربوي والاقتصادي والجنسي لمجتمع حزب الله والتي تجد لها مصاديق لدى مجتمعات مماثلة يلفّها التطرف الديني.

## وصلات خارجية
تحميل رواية تحت المياه الخضراء